# Arroyo Los Berros
Arroyo Los Berros es una localidad y comisión de fomento del departamento Valcheta, provincia de Río Negro, Argentina.
Está aislada de grandes centros urbanos. Se accede por la RP 58 y RP 61.

## Población
Contó con 168 habitantes (Indec, 2010), lo que representó un incremento del 4 % frente a los 161 habitantes (Indec, 2001) del censo anterior.
El censo 2022 arrojó 117 viviendas con una población estable de 171 habitantes en la comisión de fomento.
| Gráfica de evolución demográfica de Arroyo Los Berros entre 1991 y 2022 |
|                                                                         |
| Fuente: Censos nacionales del INDEC                                     |